# Cryptochrostis quadrata
Cryptochrostis quadrata là một loài bướm đêm trong họ Noctuidae.